# NGC 726
NGC 726 este o galaxie spirală situată în constelația Balena. A fost descoperită în 1886 de către Frank Muller.